# Théodore Galle
Pour les articles homonymes, voir Galle.
Pour les autres membres des familles, voir Philippe Galle, Cornelius Galle l'Ancien et Cornelius Galle le Jeune.
Theodoor Galle dit en français Théodore Galle, né en juillet 1571 à Anvers où il meurt en décembre 1633, est un graveur flamand, membre d'une célèbre famille de graveurs.

## Biographie
Théodore apprend l'art de la gravure auprès de son père Philippe Galle et poursuit sa formation artistique à Rome en étudiant et en dessinant les monuments antiques. Il rassemble ces œuvres dans un recueil, Imagines ex antiquis marmoribus, numismatibus et gemmis expressae, qui est suivi d'une anthologie gravée à partir de ses propres dessins, Speculum illustrium virginae et Vie de Marie.
Selon le RKD, il épouse Catharina Moerentorff (Moretus), fille de Jan Moretus et petite-fille de Chiristophe Plantin. Il devient membre de la Guilde de Saint-Luc d'Anvers en 1595, puis en est le doyen en 1609. À la mort de son père, en 1612 , il prend la direction de la maison d'édition de la famille et laisse les réalisations de gravure à son frère Cornelius Galle l'Ancien. De nombreuses illustrations de livres produits par leur édition sont ensuite été réimprimées par les éditeurs Moretus Plantin.
Il est le maître de son fils Joannes Galle (en) et de Gilles van Schoor. Joannes Galle est devenu lui-même un membre de la Guilde de Saint Luc en 1627 et doyen en 1638. 

## Œuvre
Théodore Galle se spécialise dans la représentation de sujets et dans l'exécution des gravures d'histoire et de dévotion religieuse. Il grave d'après Hans Bol , Jan Van der Straet dit Joannes Stradanus et Rubens mais ensuite il est essentiellement un éditeur et marchand d'estampes. 
- Participation aux gravures du recueil Nova reperta, publié chez Joannes Galle à partir des cartons de Jan van der Straet.
- En 1589, gravure de Amerigo Vespucci et l'Amérique, à partir d'un tableau de Jan Van der Straet.
- Couverture du livre Variae Architecturae formae de Vredeman Hans de Vries, gravée par Theodoor Galle (1601)[5].
- Couverture du livre Hortorum viridariorumque elegantes et multiplicis formae, ad architectonicae artis normam affabre delineatae de Hans Vredeman de Vries, gravée par Théodore Galle (1583)[6].

## Galerie

Quelques œuvres de Théodore Galle
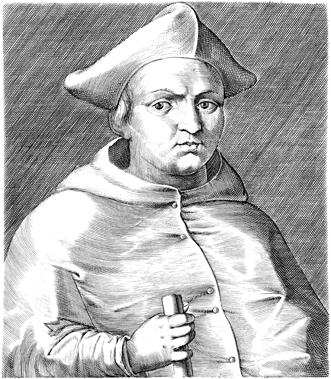
Cardinal Pompeo Colonna
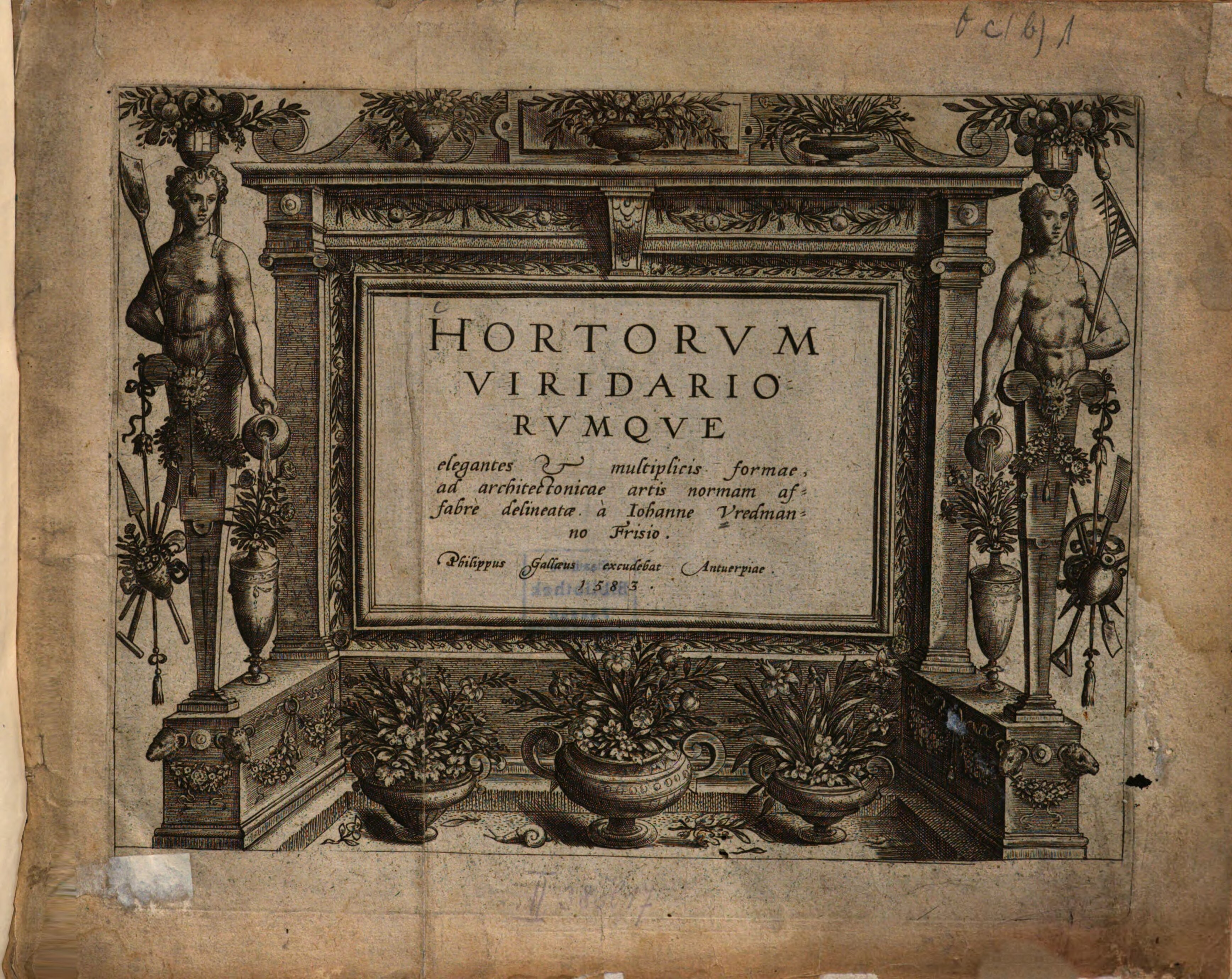
Hortorum viridariorumque
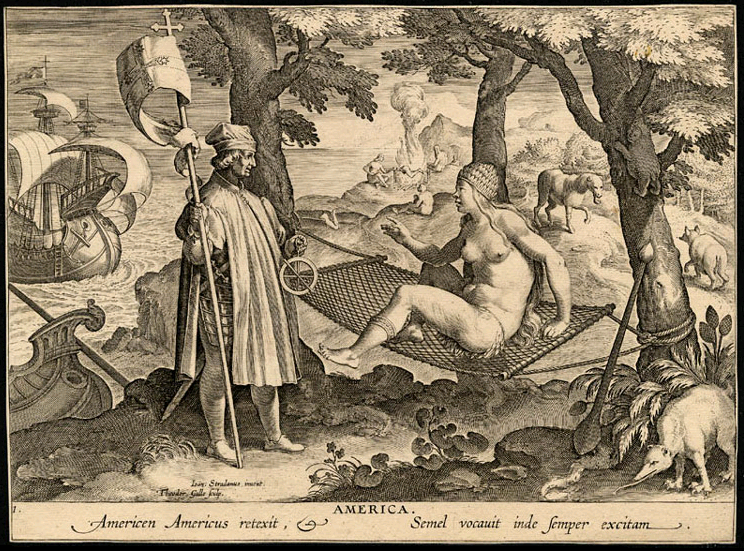
La découverte de l'Amérique, d'après Stradanus, estampe tirée de la série Nova reperta.
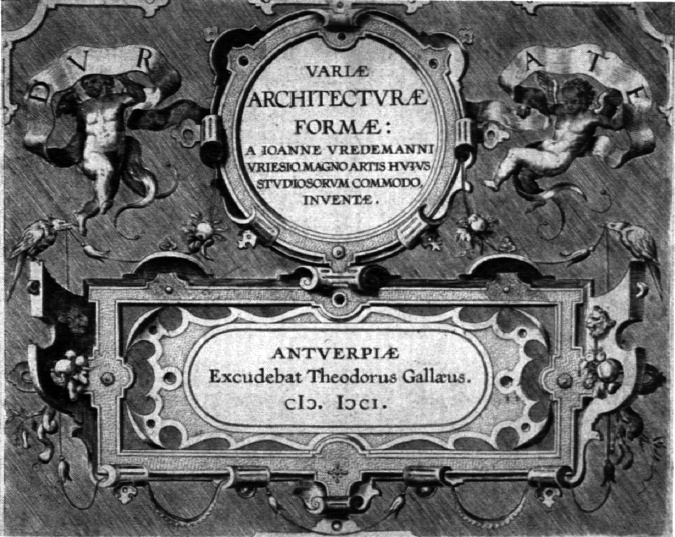
Variae architecturae formae
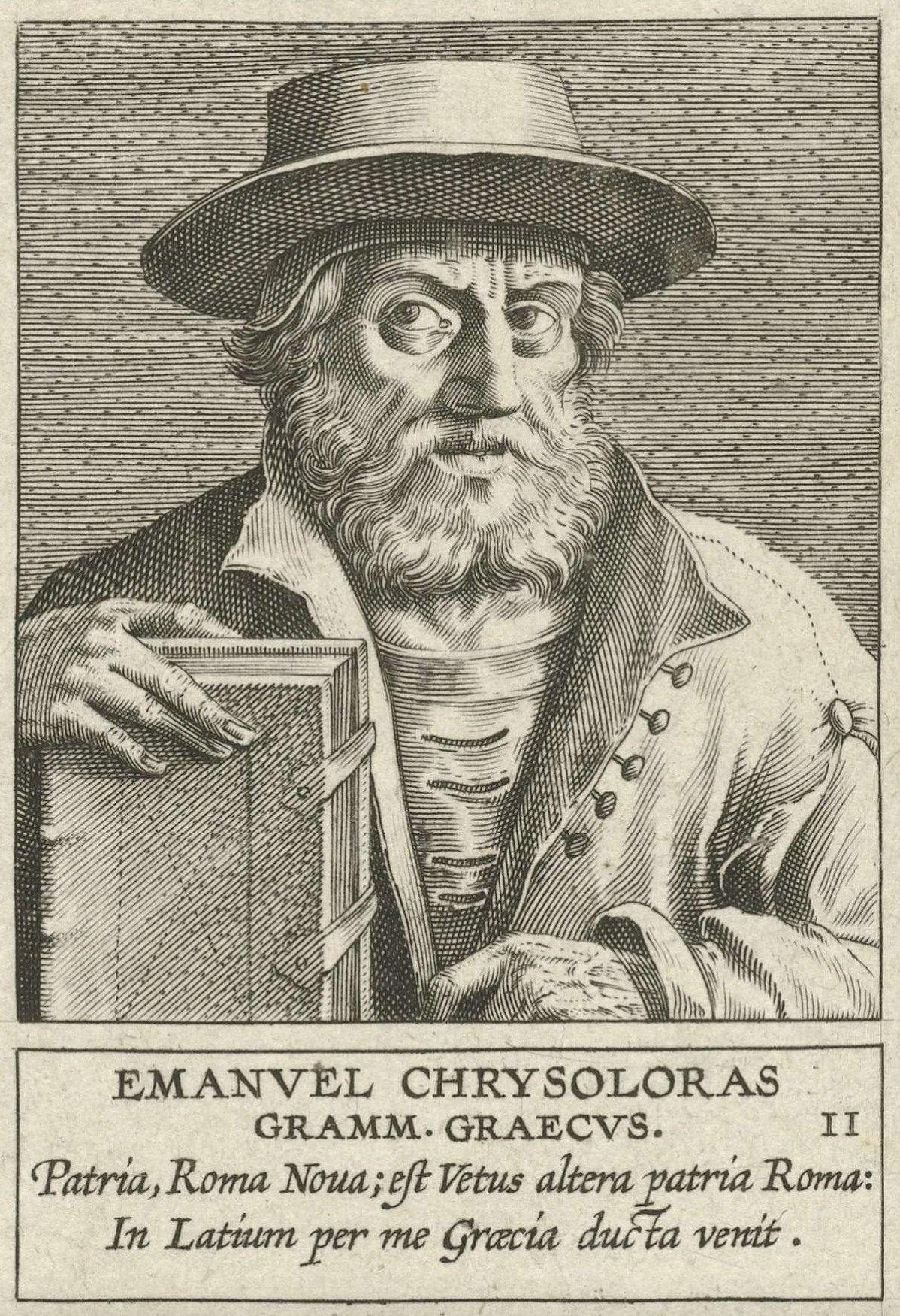
Manuel Chrysoloras